# Band-Maid
Band-Maid són una banda japonès de rock dur formada el 2013 a Tòquio.

## Discografia
Àlbums d'estudi
- 2014 Maid in Japan
- 2015 New Beginning
- 2016 Brand New Maid
- 2017 Just Bring It
- 2018 World Domination
- 2019 Conqueror
- 2021 Unseen World
- 2024 Epic Narratives